# Ближній бій

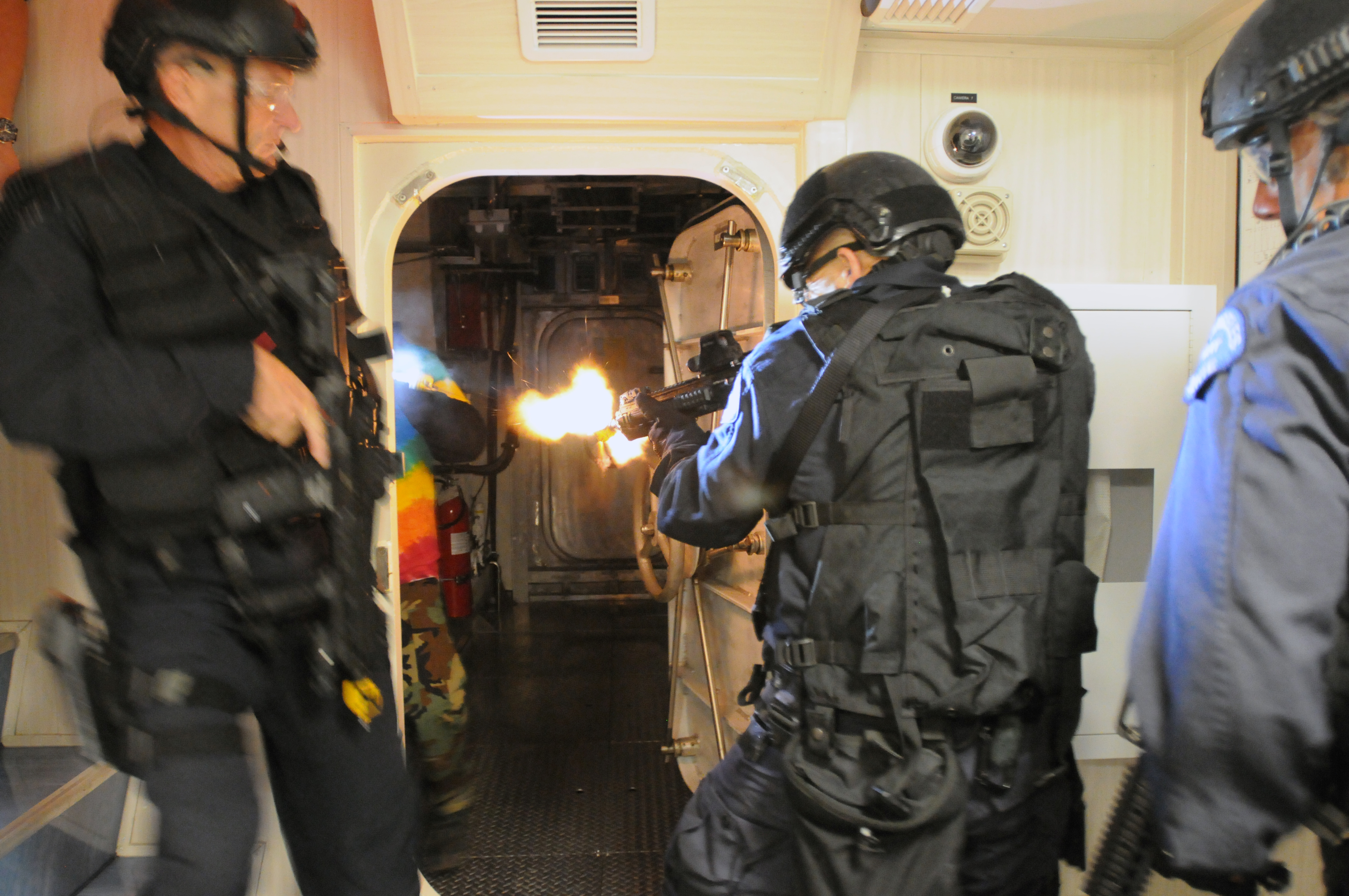
Офіцери спецназу поліції Лос-Анджелеса та озброєний підозрюваний вступили в ближній бій під час спільних навчань з ВМС США, 2007 рік

Рукопашний бій ( Close-quarters combat ) або ближній бій (Сlose-quarters battle ) — це ситуація ближнього бою між декількома бійцями, що включає дистанційний (зазвичай з використанням вогнепальної зброї) або рукопашний бій. Він може відбуватися між військовими частинами, правоохоронними органами та кримінальними елементами та в інших подібних ситуаціях.
У сучасній війні ближній бій зазвичай складається з бою між двома силами (зазвичай «атакуючими» та «захисниками») різного розміру зі стрілецькою зброєю на відстані до 100 метрів (110 ярдів), починаючи від перестрілок і закінчуючи рукопашним боєм. У типовому сценарії CQC нападники намагаються швидко захопити закриту територію, контрольовану захисниками, які зазвичай не можуть легко відійти. Оскільки дружній, ворожий і небойовий персонал можуть бути тісно змішані, CQC вимагає швидкого нападу та точного вогню, а підрозділи, які регулярно проводять CQC, такі як поліцейські тактичні підрозділи, антитерористичні підрозділи, морські абордажні групи, сили спеціального призначення та командос часто спеціально навчені та обладнані для тактики CQC. 
Незважаючи на те, що вони дещо збігаються, CQC не є синонімом міської війни, оскільки CQC наголошує на тактиці піхоти з використанням легкої стрілецької зброї в невеликій зоні операцій, на відміну від загальновійськових і значно більших районів міської війни. Крім того, CQC не обмежується лише  внутрішніми приміщеннями будівель або вузькими просторами, і теоретично може виникати де завгодно, як-от у споруді та навколо неї, на борту корабля або в густому тропічному лісі. 

## Історія
Технічно ближній бій існував у певній мірі з початку війни, у формі рукопашного бою, використання зброї далекого бою (такої як пращі, луки та мушкети ) на близькій відстані та необхідності багнетів. Під час Першої світової війни CQC був значною частиною окопної війни, де ворожі солдати билися в тісних і вузьких приміщеннях, намагаючись захопити окопи.
Витоки сучасного ближнього бою лежать у методах ведення бою, вперше запроваджених помічником комісара Вільямом Е. Фейрберном з Муніципальної поліції Шанхаю, поліції Шанхайського міжнародного врегулювання (1854–1943). Після Руху тридцятого травня 1925 року Фейрберну було доручено розробити спеціальний допоміжний загін для боротьби з заворушеннями. Поглинувши найвідповідніші елементи від різноманітних експертів з бойових мистецтв, Фейрберн ущільнив ці мистецтва в бойове мистецтво, яке він назвав « defendu ». Мета defendu полягала в тому, щоб бути настільки жорстоко ефективним, наскільки це можливо, і водночас бути відносно легким для новобранців і стажерів порівняно з іншими бойовими мистецтвами. Цей метод включав в себе як менш смертельні, так і смертельні бойові тактики, такі як стрільба в упор, вогнепальні бойові прийоми та використання більш спеціальної зброї, такої як стільці або ніжки столів.
Під час Другої світової війни Фейрберн був завербований для підготовки спецназу союзників у обороні. У цей період він розширив смертоносність defendu для військових цілей, назвавши його «методом тихого вбивства в ближньому бою»; це стало стандартною бойовою підготовкою для британського спецназу. Він також видав підручник для навчання CQC під назвою Get Tough. Офіцери армії США Рекс Епплгейт і Ентоні Біддл навчалися методам Фейрберна в навчальному закладі в Шотландії та прийняли програму підготовки оперативників Союзників у таборі X в Онтаріо, Канада. Епплгейт опублікував свою роботу в 1943 році під назвою « Убий або вбий». Під час війни було проведено навчання для британських командос, першої спеціальної служби, оперативників OSS, рейнджерів армії США та рейдерів морської піхоти. Інші військові бойові мистецтва пізніше були представлені в інших місцях, включаючи європейський універсал, китайське саньшоу, радянське самбо та ізраїльські капап і крав-мага.
Протягом тривалого періоду після Другої світової війни міська війна та CQC майже не змінилися в тактиці піхоти. Сучасну тактику використання вогнепальної зброї CQB було розроблено у 1970-х роках як «ближній бій» західними антитерористичними підрозділами спеціального призначення після бійні в Мюнхені 1972 року. Підрозділи, навчені після бійні, такі як Спеціальна авіаційна служба, Delta Force, GSG 9, GIGN і Joint Task Force 2, розробили тактику CQB із застосуванням вогнепальної зброї для швидкого й точного штурму будівель, мінімізуючи втрати серед своїх і заручників ; Цю тактику CQB використовували  підрозділи спецназу, які були тісно згуртовані і часто тренувалися разом. Спеціальна повітряна служба використовувала тактику CQB під час облоги посольства Ірану в 1980 році. У 1980-х і 1990-х роках тактика CQB незабаром поширилася на поліцейські тактичні підрозділи та подібні воєнізовані формування, такі як американські групи SWAT.
Однак CQB все ще не навчали звичайну піхоту, оскільки це вважалося тактикою порятунку заручників. Ще в 1990-х роках у піхотних інструкціях з міського бою описувалося зачищення приміщення в ближньому середовищі, по суті, так само, як це було описано 60 років тому: гранату кидають у закриту територію, а потім піхотний штурм з автоматичним вогнем. «Монополія» сил спеціального призначення на CQB була порушена після досвіду міської війни та ближніх боїв у 1990-х роках, під час Битви за Моґадішо, Боснійської війни та Першої чеченської війни.
Перша та друга битви за Фаллуджу під час війни в Іраку були переломними моментами для піхоти CQB, коли морські піхотинці США під тиском захоплення міста Фаллуджа ,в Іраку від повстанців, використовували звичайну зброю та вогневу підтримку проти міста, і не мали належної підготовки та обладнання для ефективного зачищення будівель, що призвело до численних втрат серед цивільного населення та союзників і завдало серйозної шкоди місту. З подібною боротьбою в містах серед армій ABCA під час війни в Афганістані правильний підхід до піхоти під час міської війни став вирішальним, і тактику CQB почали навчати піхотинців.
Деякі підрозділи спеціального призначення висловлюють зневагу до того, що звичайну піхоту навчають CQC, особливо в організаційній політиці та внутрішніх справах, таких як забезпечення бюджетів; підрозділ із навчанням CQC потребує дорогого обладнання та навчальних засобів, витрачаючи фінансування, яке можна було б використати для інших підрозділів чи цілей.

## Принципи

### Планування та підготовка

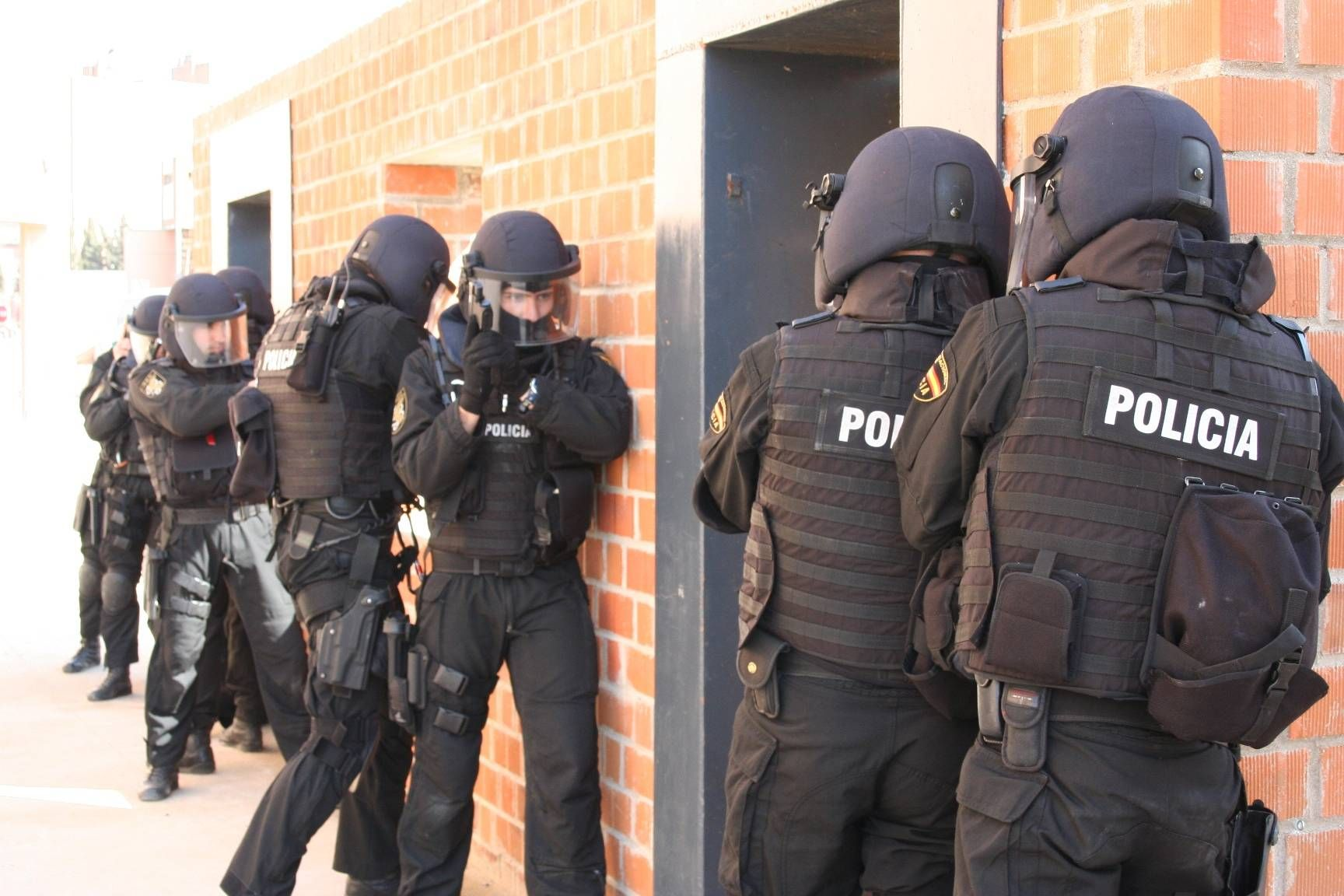
Група національної поліції Іспанії Grupo Especial de Operaciones готується зайти в будівлю.

Перед проведенням операції CQC нападники повинні зібрати розвідувальні дані про можливості та розташування захисників, а також про присутність і положення будь-яких невійськових або заручників; захисники можуть робити те саме. Методи збору розвідданих можуть включати переговори, спостереження, опитування людей, які можуть мати розвідувальні дані (наприклад, заручників, що втекли), або вивчення карт місцевості, на яку спрямована операція.
Зловмисники організовуються, складають схему та обговорюють запропонований план, окреслюючи дії та обов’язки кожної команди та кожного члена, розташування, поля вогню та завдання (навіть, якщо це можливо, схему обстрілу об'єкта від стіни до стіни і від дверей до дверей). Оскільки зловмисники зазвичай вже мають спеціальну підготовку, операція базується на добре зрозумілих, попередньо встановлених постійних операційних процедурах або правилах ведення бою. Коли доступний значний час на підготовку, нападники можуть спробувати облогу, домовитися про мирне вирішення або навіть провести навчання в макетах цільової території; однак, якщо не вистачає часу або ресурсів, нападники повинні використовувати знання, які вони вже мають.
Перед проведенням операції CQC навколо зони проведення операції часто встановлюється периметр, щоб запобігти втечі захисників, зупинити будь-яку допомогу, яку вони можуть отримати, стежити за захисниками з різних точок і запобігти проникненню незалучених осіб у район, де вони можуть потрапити під перехресний вогонь. Розмір периметра може коливатися від найближчих околиць до кількох міських кварталів. Однак у деяких ситуаціях, наприклад, під час активних бойових дій у містах, периметр може бути неможливим з огляду на наявний час і людські ресурси.
Іноді нападники і захисники можуть намагатися провести переговори між собою до або безпосередньо перед вторгненням з метою змусити захисників здатися, зменшити їхню кількість нелетальним шляхом, забезпечити безпечне звільнення заручників або не бойовиків, або принаймні загнати захисників у невигідне становище. Хоча ця тактика часто пов’язана з правоохоронними органами, військові також можуть це робити, коли стикаються з територією, де містяться не бойовики наприклад, під час рейду на територію Абу Бакра аль-Багдаді американські оператори Delta Force оточили територію та наказали вийти на арабській мові тим, хто всередині, успішно витягнувши й убезпечивши низку не бойовиків із комплексу та відокремивши їх від ворогів перед входом.

### Сюрприз

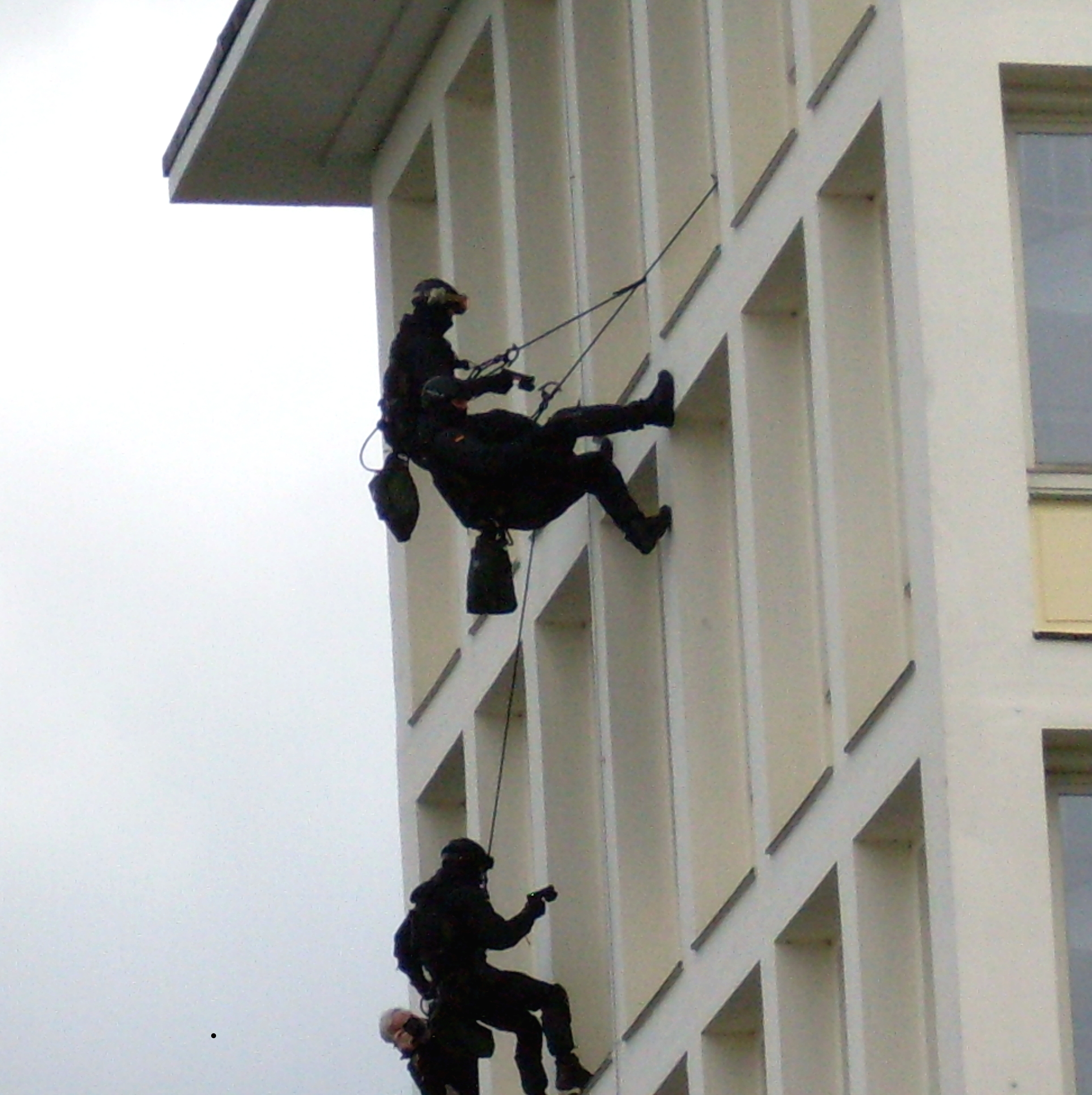
Члени GSG 9 спускаються на канаті вздовж стіни будівлі, щоб увійти в неї через бічне вікно

Метою більшості операцій CQC є завершення всіх наступальних дій до того, як захисники зможуть ефективно відреагувати. Щоб досягти цього елементу несподіванки, нападники можуть використовувати непомітні рухи та маскування, щоб наблизитися до захисників якомога ближче, не насторожуючи їх, і можуть почати атаку, коли цього найменше очікують або коли боєздатність захисників найнижча, наприклад, під час їжі або сну. Диверсія та відволікання, наприклад петарди чи світлозвукові гранати, можуть відвернути увагу від нападників, щоб дати їм час наблизитися або проникнути без початкового опору. Інші форми відволікання включають відключення електрики в зоні, вхід, коли захисники спілкуються з кимось(наприклад, з переговірником або лідером), або навіть навмисне спричинення видимого чи чутного інциденту, такого як пожежа або дорожнє зіткнення, щоб привернути увагу захисників до цього місця.

### Вхід

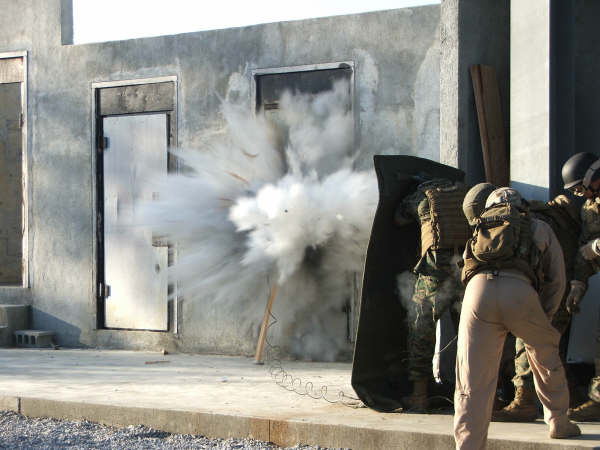
Американські морські піхотинці використовують вибуховий заряд, щоб зламати двері

Спосіб проникнення залежить від багатьох факторів, включаючи підготовку, спорядження, розташування ворогів і цивільних, а також фактори навколишнього середовища.
Звичайні двері можна зламати будь-чим, починаючи від ударів ногами та таранів до вибухових зарядів і паяльних ламп; більші чи більш посилені двері, такі як гаражні чи важкі броньовані двері, можуть відкриватися лише останніми, вимагати спеціальних інструментів для злому.
У деяких випадках, коли вхід з землі неможливий, наприклад, вхід забарикадований і охороняється, або коли атака можлива або бажана з кількох точок, можуть використовуватися різні точки входу, наприклад, вхід на вертольоті чи човні, спуск на канаті для атаки через вікно або зверху, вхід з верхнього рівня за допомогою штурмової драбини або навіть копання тунелю або використання існуючих тунелів чи каналізації для входу знизу. Якщо це можливо та дозволено, вибухові речовини або тарани також можуть бути використані для порушення конструкції та створення іншої точки входу. Метод входу залежить від багатьох обставин: наявність заручників може заборонити використання вибухових зарядів, тоді як споруда, яка здебільшого знаходиться під землею, може заборонити використання літака або спуску.
Проникнення здійснюється у двох формах: навмисне проникнення: повільне та методичне проникнення та обшук, що здійснюється для максимального спілкування, ідентифікації та можливості ненасильницького вирішення проблеми; і динамічний вхід: швидкий вхід, коли вороги приголомшені зненацька, але з підвищеним ризиком помилкової ідентифікації та дружнього вогню та збільшенням імовірності смертельної відповіді з боку захисників. Навмисне проникнення часто використовується правоохоронними органами під час рейдів проти підозрюваних, які навряд чи зможуть чинити опір, або під час забезпечення безпеки території навколо цілі(наприклад, щоб зачистити багатоквартирний будинок, щоб зосередитися на цільовій квартирі), тоді як динамічне проникнення часто використовується як правоохоронними органами, так і військовими, щоб швидко перемогти ворогів, перш ніж вони зможуть діяти або реагувати, або коли час є критичним фактором(наприклад, щоб завадити терористам встановити бомбу сповільненої дії ).

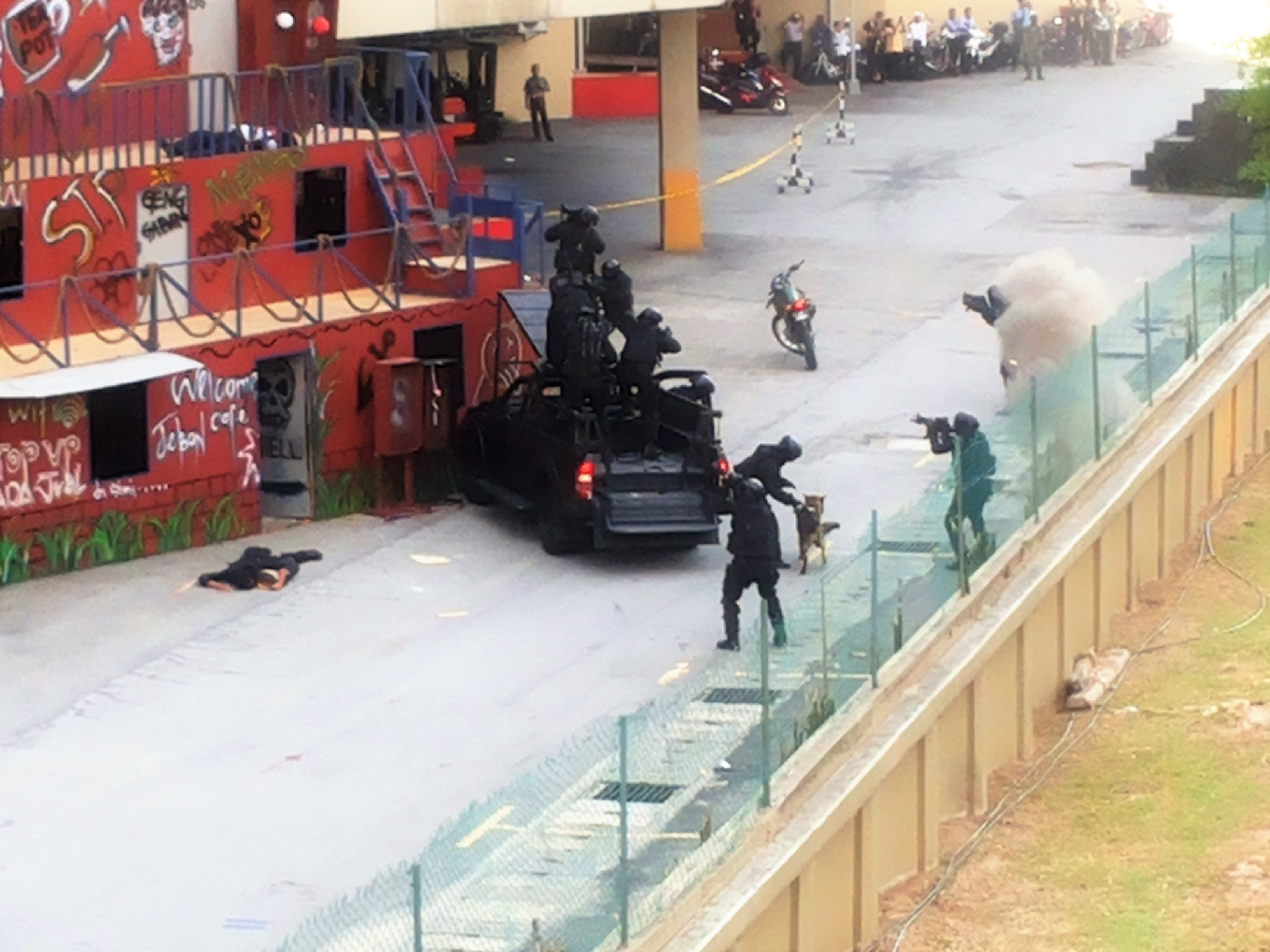
21-ша група спеціального призначення армії Малайзії штурмує будівлю за допомогою штурмової драбини під час демонстрації підрозділу

Після початку нападу нападники повинні отримати контроль, перш ніж захисники зможуть зрозуміти, що відбувається, і підготувати ефективний захист або здійснити контратаку. Захисники іноді мають план на випадок надзвичайних ситуацій, який може спричинити невдачу атаки, наприклад, убити заручників, підірвати бомби або знищити докази. Якщо вони можуть виконати організований план, наприклад, повернутися до підготовленої фортеці або прорватися через периметр, ймовірність дружніх втрат зростає. Швидкість досягається завдяки добре розробленій тактиці, як-от використання кількох точок входу та вибуховий прорив. Зауважте, що швидкість не обов’язково означає фактичний біг, а просто швидку та ефективну перемогу над ворогами та виконання цілей.

### Насильство дії

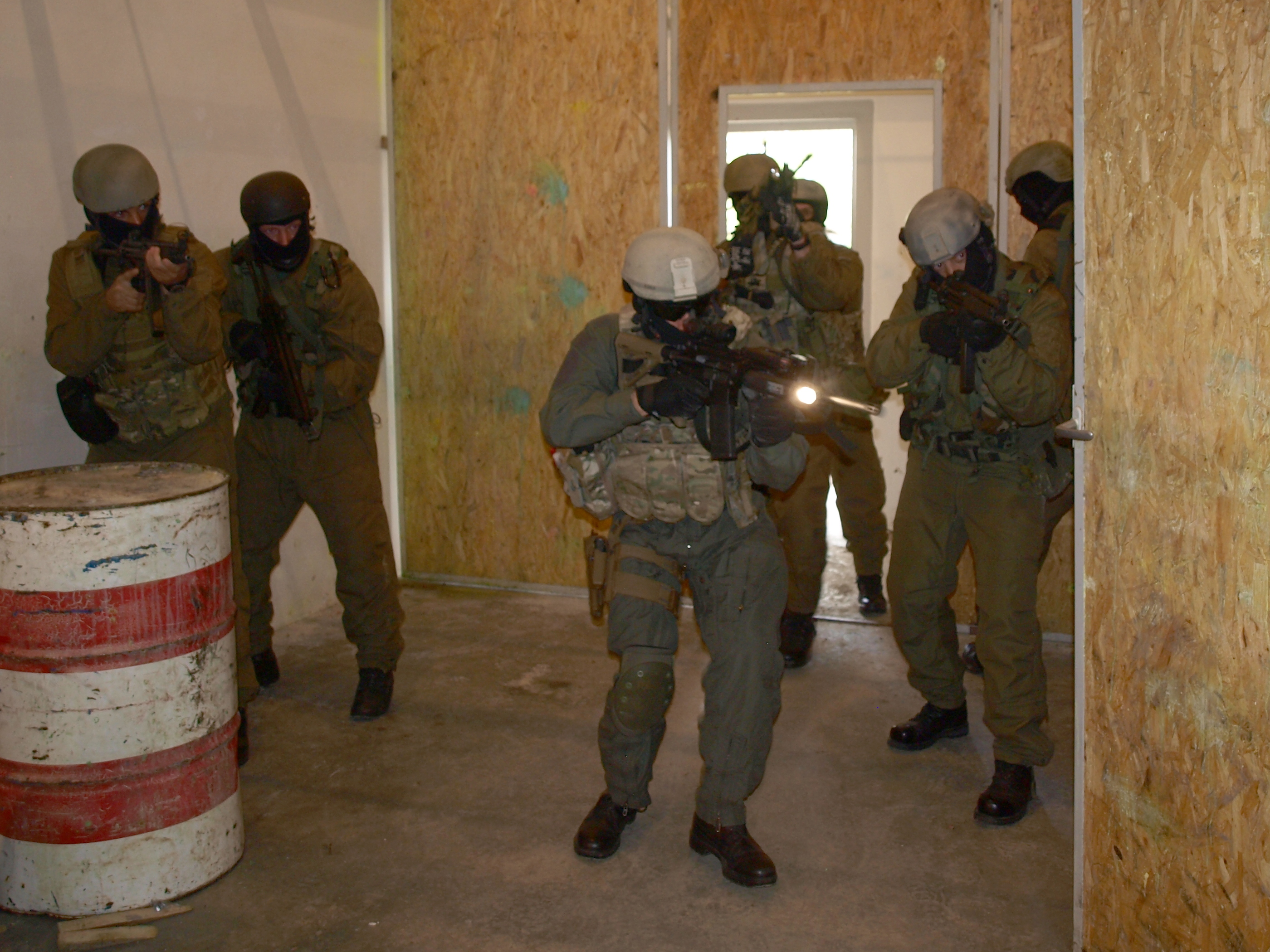
Команда спецназу сухопутних військ Угорщини заходить у кімнату в будинку для вбивств

Набуття та підтримка фізичного та психологічного імпульсу має важливе значення для того, щоб нападники могли захистити місце події та зберегти контроль над ситуацією. Сенсорне перевантаження, спричинене проникненням нападників, зброєю, обладнанням, силою та агресією, може здивувати захисників до такої міри, що вони можуть здатися, не відбиваючись. Вороги можуть час від часу ховатися серед заручників або вороги, які здаються, можуть відбиватися, тому нападники повинні продовжувати контролювати ситуацію навіть після основної дії.
Захисники часто намагаються зупинити ворогів поблизу точок входу. «Фатальна воронка» — це конусоподібний шлях, що веде від входу, де нападники найбільш вразливі для захисників (наприклад, дверний отвір до кімнати), по суті «обрамлений» навколишніми стінами та не має як ефективного прикриття, так і вогню на пригнічення. Нападники також уразливі з кутів, найближчих до точки входу, звідки захисники можуть влаштувати їм засідку при вході. Якщо перші зловмисники не можуть очистити кути та вибратися з фатальної воронки, дозволяючи тим, хто позаду, підійти та допомогти, атака може зупинитися. Класичною тактикою CQC, що походить від часів Другої світової війни і використовується досі, було закиданням гранати в кімнату з наступним входженням після її детонації, щоб убити, поранити або іншим чином оглушити ворогів по всій кімнаті, включно з тими, хто стояв у кутах. Тактика CQC для пом’якшення цих загроз передбачає, що деякі зловмисники охороняють кути разом із передовою силою штурму; спочатку перевіряючи найменш помітні, найбільш помітні або тактично правильні кути; або просто не входити, доки всі видимі противники не будуть нейтралізовані, після чого кути перевіряються при вході.

## Використання

### Військове

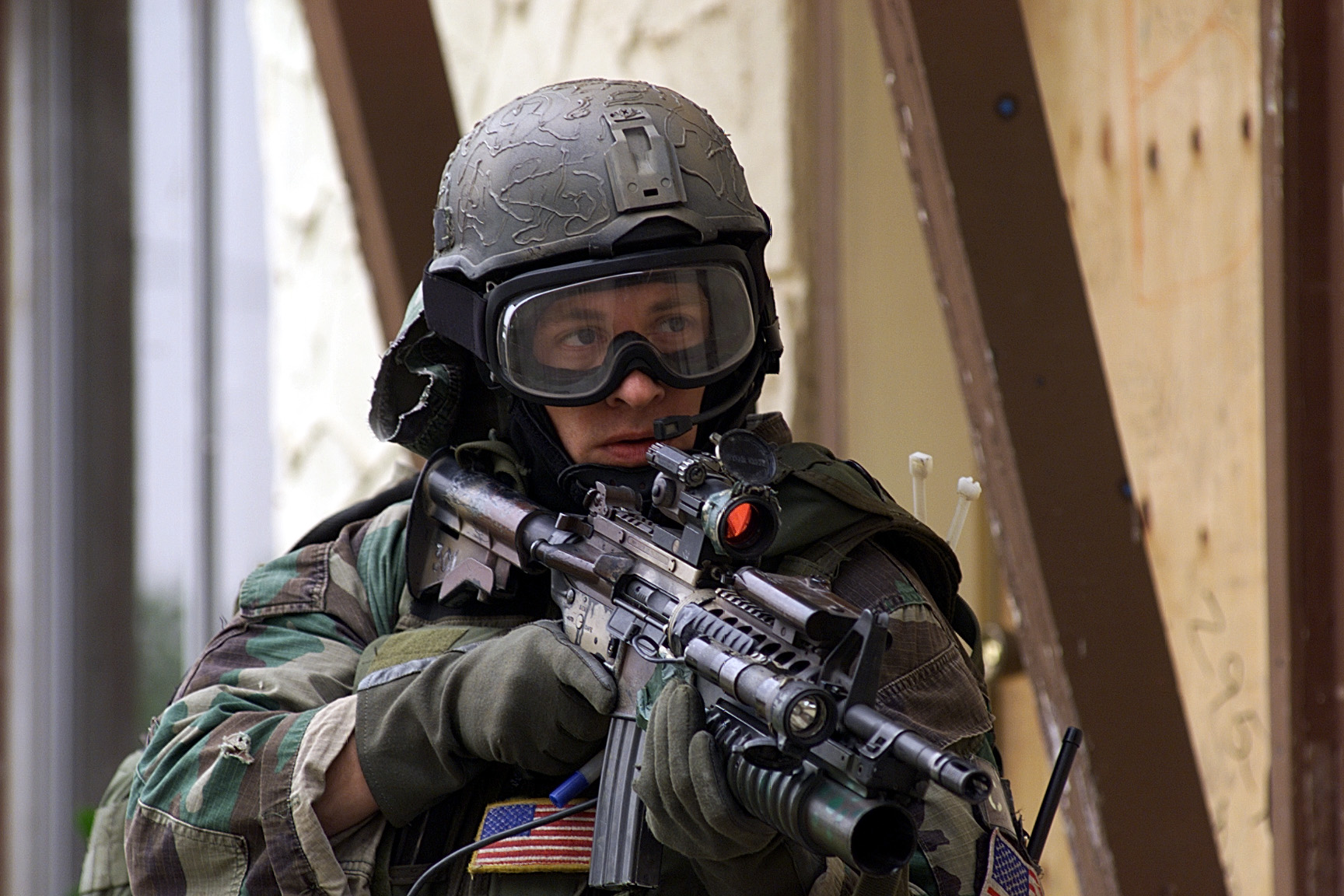
Солдат сил спеціальних операцій армії США готується пробити споруду під час навчання

Військове використання ближнього бою залежить від типу підрозділу, відділення та місії. Військові операції відмінні від війни (MOOTW), можуть включати підтримку миру або подолання заворушень. Спеціалізовані сили можуть адаптувати тактику CQC до власних потреб, наприклад,  команди морських абордажів, які навчаються спеціально для обшуку кораблів і боротьби з застосуванням CQC на них. Підрозділи з порятунку або евакуації заручників можуть включати навіть більш езотеричні адаптації чи варіації, залежно від середовища, технологій зброї, політичних міркувань чи персоналу.
Армії, які часто беруть участь у військових операціях у містах, можуть навчати більшість своєї піхоти базовій доктрині CQC, оскільки вона пов’язана зі звичайними завданнями, такими як вхід у будівлю, очищення кімнати та використання різних типів гранат.

### Поліція та правоохоронні органи

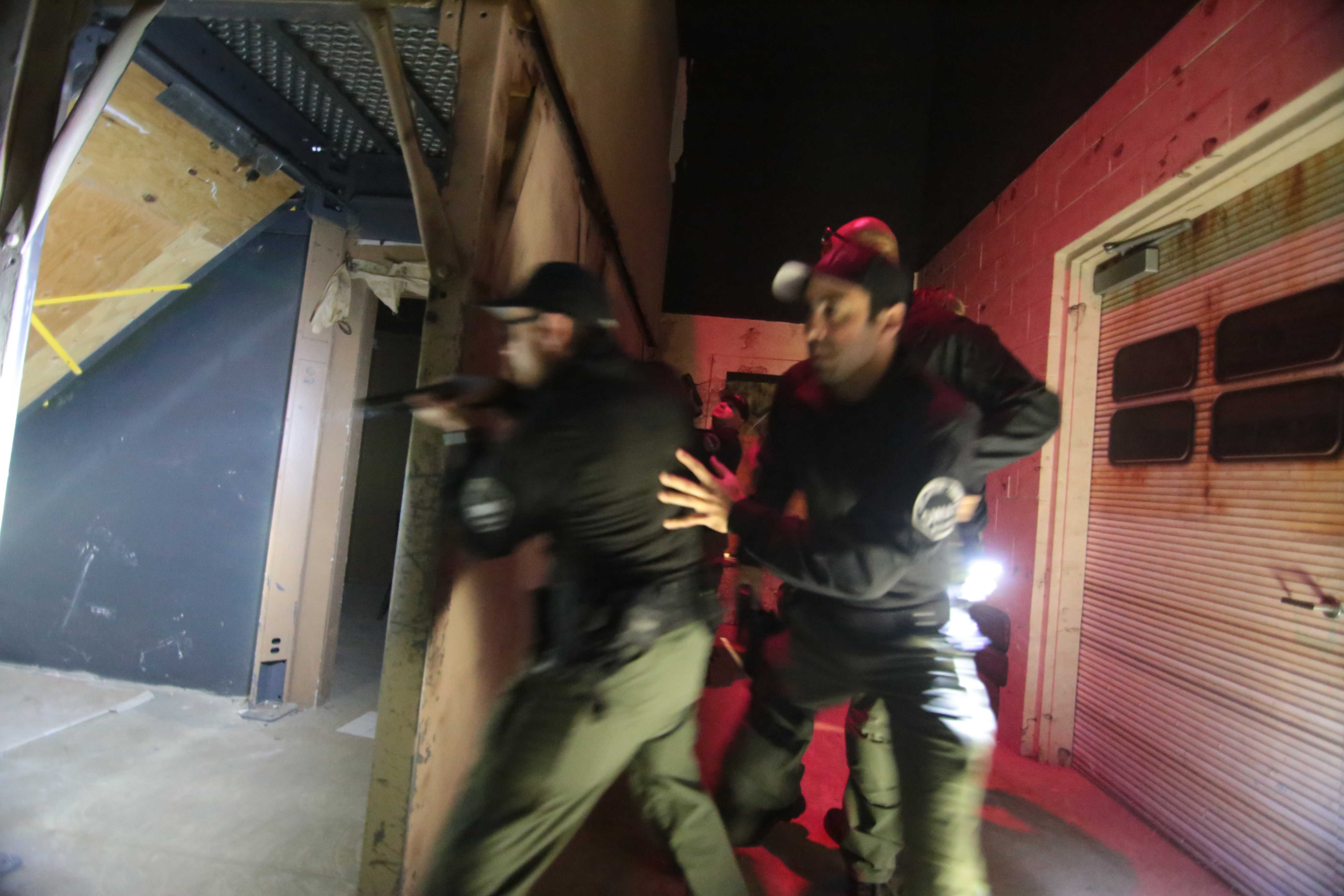
Офіцери SWAT поліції Атлантик-Сіті проводять навчання CQC

Тактичні підрозділи поліції (ТПП) є основними підрозділами, які беруть участь у CQC всередині країни. Ситуації, що включають потенціал для CQC, як правило, включають загрози за межами звичайних поліцейських можливостей, і тому тактичні підрозділи поліції навчені, обладнані та організовані для вирішення таких ситуацій. Крім того, поліцейські дії часто відбуваються в межах того, що можна вважати «близьким боєм», тому члени ТПП часто добре навчені або вже мають досвід CQC, аж до того, що деякі тактичні підрозділи поліції можуть навчати військовослужбовців принципам CQC, таким як проникнення  та зачищення приміщення.
Поліцейська доктрина CQC часто спеціалізується за типом підрозділу та завданням. Залежно від юрисдикції або масштабу підрозділу чи агентства ТПП можуть мати різні цілі з різною тактикою; наприклад, тюремні охоронці можуть утримувати підрозділ, навчений CQC, у компактних закритих приміщеннях, таких як камери, без застосування смертельної сили, тоді як поліцейський підрозділ боротьби з бандами може бути навчений CQC проти багатьох ворогів, яких може бути важко ідентифікувати.
На відміну від своїх військових колег, ТПП , як офіцери правоохоронних органів, мають завдання в ідеалі затримувати підозрюваних живими; з цієї причини їх часто навчають процедурам арешту, нелетальним знищенням і переговорам. Вони можуть бути оснащені менш смертоносною зброєю, такою як електрошокери, перцевий балончик і пістолетами для стрільби сльозогінним газом, гумовими кулями, пластиковими кулями або патронами для нанесення ударів по надувних мішках.

### Приватна індустрія
Приватні охоронні та приватні військові компанії можуть мати підрозділи, навчені CQC. Ці групи можуть відповідати за реагування на інциденти на об’єкті, які перебувають під управлінням державної установи, яка найняла їхні охоронні послуги, або забезпечувати захист VIP-персон у зонах бойових дій. Наприклад, Державний департамент США найняв такі групи безпеки в Іраку.
Приватні військові та охоронні компанії, які, як відомо, утримують підрозділи, які пройшли підготовку або здатні навчати інші підрозділи в CQC, включають Blackwater і SCG International Risk.

## Дивись також
- Рукопашний бій
- Учасники Другої світової війни
- Битва за Маріуполь(2022)
- Морські котики
- ССО
- AR-15

## Зовнішні посилання
- Отримані уроки: тактика піхотного загону у військових операціях у міській місцевості під час операції Phantom Fury у Фаллуджі, Ірак - Ерл Дж. Катагнус молодший; Бред З. Едісон; Джеймс Д. Кілінг; Девід А. Мун, газета морської піхоти ; вересень 2005 р.; 89, 9
- CQB-Team: ближній бій – тактична освіта та мотивація, інформація для всіх елітних поліцейських військових і підрозділів безпеки
- «Посібник піхотинця з бою в населених пунктах» FM 90-10-1 12 травня 1993 р.
- PSDinfo